# Park Miejski w Fürth
Park Miejski – park miejski w Fürth nad rzeką Pegnitz, założony w 1867 r. na miejscu cmentarza kościoła Zmartwychwstania Pańskiego.

## Źródła
- Der Stadtpark in Fürth - Ein Schmuckstück Nordbayerns, Verkehrsverein Fürth, 1953, 20 S.